# Regierung Tindemans I
Die Regierung Tindemans I war die Regierung von Belgien vom 25. April 1974 bis 11. Juni 1974. In der Regierung waren die Christdemokraten CVP/PSC und die Liberalen PVV vertreten. Am 11. Juni 1974 trat die Partei Rassemblement Wallon (RW) der Regierung bei. Daraufhin wurde die Regierung als Regierung Tindemans II bezeichnet. Am 4. März 1977 traten die RW-Minister, Robert Moreau und Pierre Bertrand, zurück. Vom 6. März 1977 an spricht man seither von der Regierung Tindemans III.
Die Regierung folgte der Regierung Leburton II und wurde durch die Regierung Tindemans II abgelöst.

## Minister und Staatssekretäre
Die Regierung bestand aus 19 Ministern und 6 Staatssekretären. Die Verteilung zwischen den Parteien betrug CVP (9), PSC (7), PVV (5) en PLP (4).
| Minister                                                                           | Name                   | Partei | Partei |
| ---------------------------------------------------------------------------------- | ---------------------- | ------ | ------ |
| Premierminister                                                                    | Leo Tindemans          |        | CVP    |
| Landesverteidigung und Angelegenheiten Brüssels                                    | Paul Vanden Boeynants  |        | PSC    |
| Finanzen                                                                           | Willy De Clercq        |        | PVV    |
| Äußeres und Entwicklungszusammenarbeit                                             | Renaat Van Elslande    |        | CVP    |
| Volksgesundheit und Familien                                                       | Jos De Saeger          |        | CVP    |
| Soziale Vorsorge                                                                   | Placide De Paepe       |        | CVP    |
| Justiz                                                                             | Herman Vanderpoorten   |        | PVV    |
| Außenhandel                                                                        | Michel Toussaint       |        | PLP    |
| Inneres                                                                            | Charles Hanin          |        | PSC    |
| Arbeit und Wallonische Angelegenheiten                                             | Alfred Califice        |        | PSC    |
| Landwirtschaft                                                                     | Albert Lavens          |        | CVP    |
| Französische Kultur                                                                | Jean-Pierre Grafé      |        | PSC    |
| Kommunikation                                                                      | Jos Chabert            |        | CVP    |
| Mittelstand                                                                        | Louis Olivier          |        | PLP    |
| Nationale Bildung (frankophoner Landesteil)                                        | Antoine Humblet        |        | PSC    |
| Öffentliche Bauten                                                                 | Jean Defraigne         |        | PLP    |
| Wirtschaft                                                                         | André Oleffe           |        | PSC    |
| Niederländische Kultur und Flämische Angelegenheiten                               | Rika De Backer         |        | CVP    |
| Nationale Bildung (niederländischsprachiger Landesteil)                            | Herman De Croo         |        | PVV    |
| Staatssekretäre                                                                    | Name                   | Partei | Partei |
| Regionale Wirtschaft, Raumordnung und Wohnen (niederländischsprachiger Landesteil) | Luc Dhoore             |        | CVP    |
| Öffentlicher Dienst                                                                | Louis D'haeseleer      |        | PVV    |
| Regionale Wirtschaft, Raumordnung und Wohnen (frankophoner Landesteil)             | Claude Hubaux          |        | PLP    |
| Umwelt                                                                             | Karel Poma             |        | PVV    |
| Haushalt und Wissenschaften                                                        | Gaston Geens           |        | CVP    |
| Dem Minister für Auswärtiges beigeordnet                                           | Henri-François Van Aal |        | PSC    |

## Maßnahmen
Die bekanntesten Maßnahmen der Regierung Tindemans I waren:
- Die Gemeindefusion, die die Anzahl der belgischen Gemeinden von 2359 auf 596 reduzierte.
- Das Gesetz vom 1. August 1974 über die vorläufige Regionsbildung, das eine Flämische, eine Wallonische und eine Brüsseler Region mit jeweils provisorischen Regionalparlamenten schuf. In der zweiten Staatsreform von 1980 wurden diese Regionen weiter institutionalisiert.